# Muncq-Nieurlet
Muncq-Nieurlet é uma comuna francesa na região administrativa de Altos da França, no departamento de Pas-de-Calais. Estende-se por uma área de 11,44 km². Em 2010 a comuna tinha 741 habitantes (densidade: 64,8 hab./km²).